# Live-Ism
Live-Ism är en konsertvideo av den svenska popduon Roxette, släppt till VHS och Laserdisc i augusti 1992. Den spelades in under en konsert i Sydney, New South Wales, Australien och filmades den 13 december 1991, under Join the Joyride! World Tour 1991-1992, men innehåller också scener bakom scenen, och en musikvideo till "How Do You Do!".

## Låtlista
1. "Hotblooded"
2. "Dangerous"
3. "The Big L"
4. "Watercolours in the Rain"
5. "Church of Your Heart" (Musikvideo)
6. "Knockin' on Every Door"
7. "Things Will Never Be the Same"
8. "Dressed for Success"
9. "Soul Deep"
10. "The Look"
11. "It Must Have Been Love"
12. "(Do You Get) Excited?" (Musikvideo)
13. "Joyride"
14. "Perfect Day"
15. "How Do You Do!" (Musikvideo)